# Universität für Zoll und Finanzen

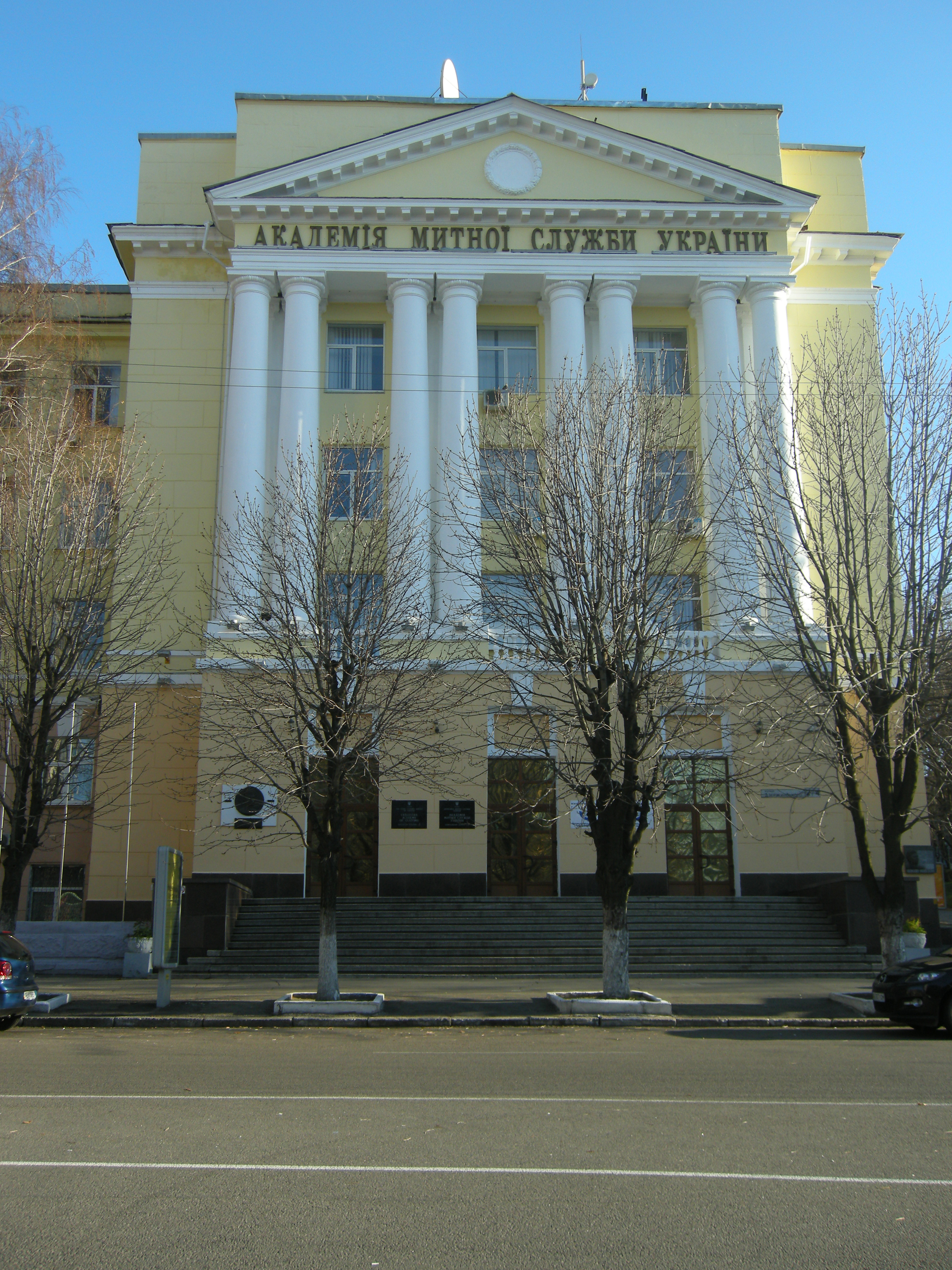

Die Universität für Zoll und Finanzen ist eine ukrainische Hochschule in Dnipro.

## Geschichte
Die Universität wurde 1996 als Hochschule für das Zollwesen gegründet, um den Herausforderungen des Zollwesens einer unabhängigen Ukraine in einem kapitalistischen Wirtschaftssystem gerecht zu werden. 2014 fusionierten die Hochschule für Finanzen und die Hochschule für das Zollwesen zur Universität für Zoll und Finanzen. Derzeit (Stand November 2024) wird sie von dem Juristen Dmytro Oleksandrovych Bocharov und dem General Viktor Vasyliovych Chentsov geleitet.

## Aktuelles
Die Akademie gibt die regionale wissenschaftliche Zollzeitschrift Customs Scientific Journal sowie fünf finanzwissenschaftliche Journale heraus. 
Trotz des Russischen Angriffskriegs im Jahr 2022 bietet die Hochschule weiterhin regelmäßig Vorlesungen mit Gastdozenten aus dem Ausland an und führt internationale Kongresse durch. Mit weniger als 2000 Studierenden gehört die Universität für Zoll und Finanzen zu den kleineren Hochschulen in der Ukraine.

## Studieninhalte
Die Universität bietet Studien mit Bachelor- und Masterabschlüssen in folgenden Fachrichtungen an:
- Kunst & Geisteswissenschaften
- Sprache & Kultur
- Wirtschaft & Soziales (auch Promotionen)
- Medizin & Gesundheit
- Ingenieurwissenschaften